# 瓦朗謝訥
瓦朗谢讷（法語：Valenciennes，發音：[valɑ̃sjɛn] ⓘ），法国北部城市，上法兰西大区北部省的一个市镇，也是该省的一个副省会，下辖瓦朗谢讷区，其市镇面积为13.82平方公里，2022年1月1日时人口数量为42,979人，是北部省第六大城市，在法国市镇中排名第164位。
瓦朗谢讷位于北部省东部，靠近比利时边境，历史上曾为重要的能源工业城市，是北部-加来海峡矿区的组成部分，现为一个区域性的经济中心，包括丰田、阿尔斯通等大型跨国企业在瓦朗谢讷附近设有工厂。瓦朗谢讷也因同名足球俱乐部而闻名。

## 地名
“瓦朗谢讷”一名来源于公元4世纪时的古罗马皇帝瓦伦提尼安一世（拉丁語：Flavius Valentinianus）。
“Valenciennes”的词形与法国城市瓦朗斯（Valence）、西班牙地区及城市巴伦西亚（法语中与瓦朗斯同为Valence）的形容词阴性复数形式相同。

## 历史

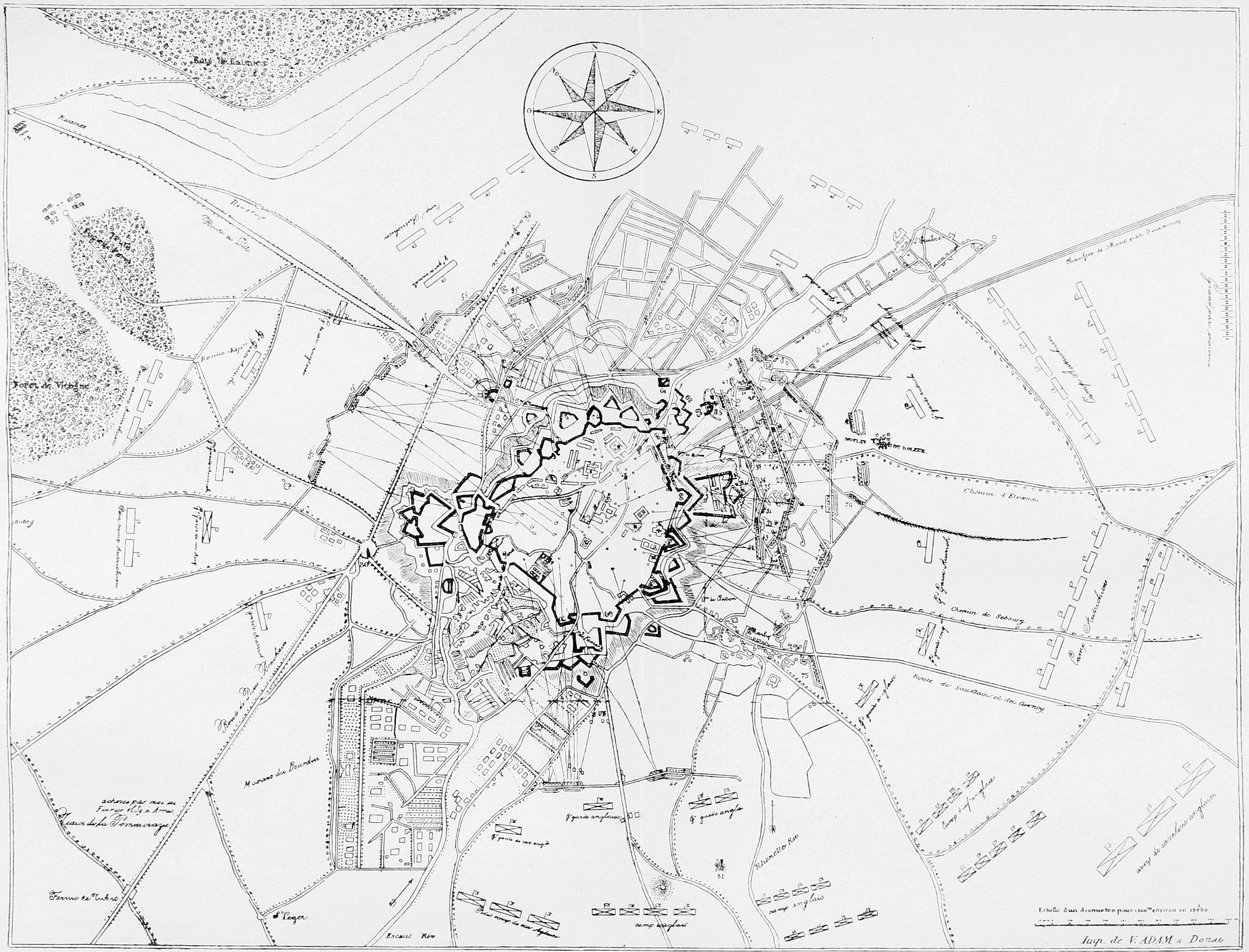
1793年的瓦朗谢讷地图

瓦朗謝訥最早出现于693年克洛维二世的一份文件中。9世纪里诺曼人占领当地。法兰克帝国建立后瓦朗謝訥获得发展。1008年一场饥荒导致鼠疫。15世纪里瓦朗謝訥随埃诺公国被划给勃艮第公國。1524年神圣罗马帝国皇帝查理五世访问瓦朗謝訥。瓦朗謝訥的羊毛业和织布业使得它在经济上独立。约1560年左右，瓦朗謝訥成为加爾文主義的一个早期中心。1562年这里发生了第一起荷兰反抗宗教迫害的事件。一群人营救了被判处火刑的新教徒。至1580年为止瓦朗謝訥是加爾文主義的一个据点。1580年帕尔马公爵亚历山德罗·法尔内塞攻占瓦朗謝訥。新教在当地被消除。1678年根据奈梅亨条约瓦朗謝訥和周边的埃诺南部地区被划给法国，过去的埃诺公国被分为两半。此后不久沃邦来到瓦朗謝訥来加固法国的北部边境。1793年在战争中瓦朗謝訥被围困。工业革命初期，瓦朗谢讷及附近地区发现了大量的煤炭资源，瓦朗谢讷也因此成为了法国北部的重工业城市之一。二战时期，瓦朗谢讷曾受到了严重的破坏。二战后，煤炭资源逐渐枯竭，瓦朗谢讷人口数量开始不断流失，造成了当地较高的失业率，并引发大批社会矛盾，直到20世纪末才略有好转。

## 地理

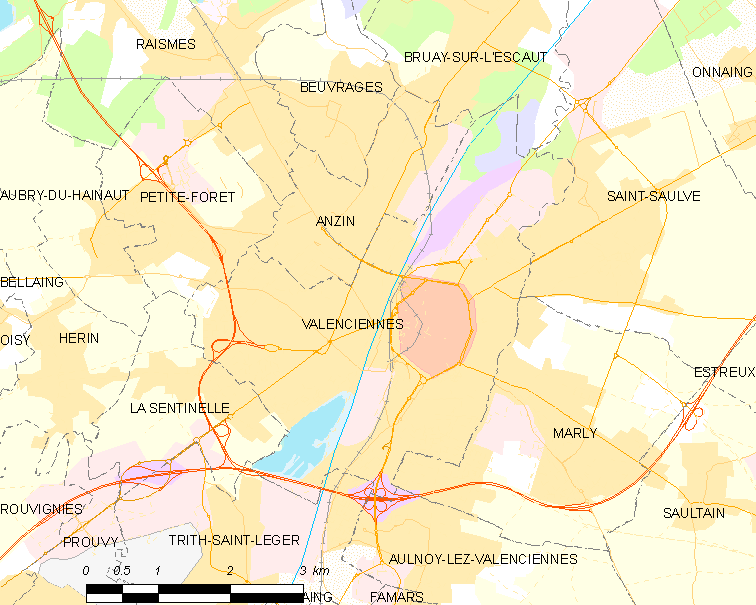
瓦朗谢讷市镇范围地图

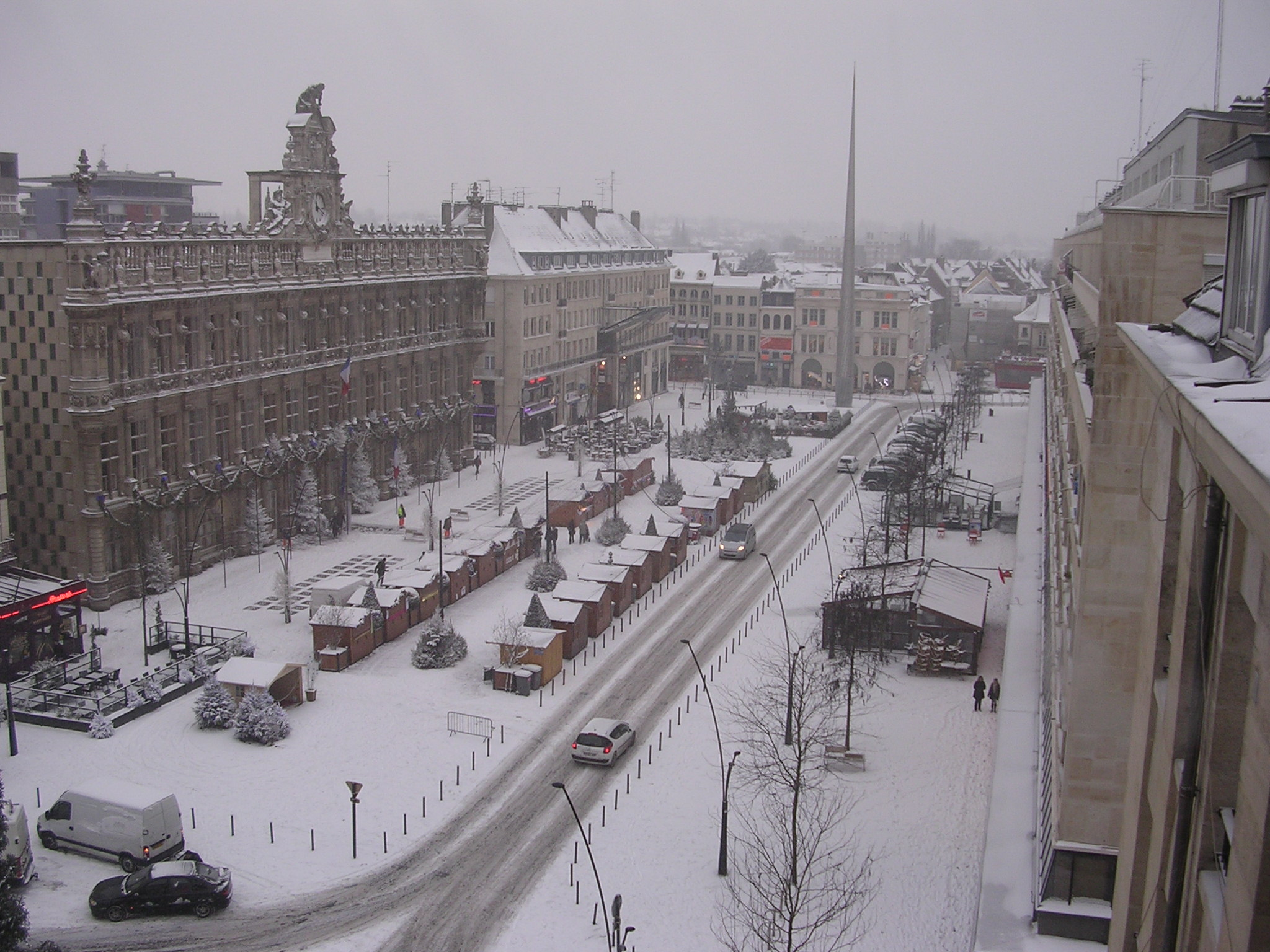
瓦朗谢讷雪景

瓦朗谢讷位于法国北部，上法兰西大区北部和北部省东部，距离省会里尔大约50公里。与瓦朗谢讷接壤的市镇包括：埃斯科河畔布律埃、昂赞、欧努瓦莱瓦朗谢讷、马尔利、珀蒂特福雷、圣索尔沃、拉桑蒂内勒、特里特圣莱热。

### 地形
瓦朗谢讷市镇范围内的海拔在17米至56米之间。整体地势平坦，起伏不大，最低点位于埃斯科河下游出境处，最高点则位于市镇东南方向。

### 地质
瓦朗谢讷附近地表主要形成于晚白垩纪和始新世，被片岩和砂岩覆盖，一条东西向的断层穿过境内。历史上，瓦朗谢讷及其附近煤炭资源丰富，但经过近两个世纪的开采，现已基本枯竭。

### 水文
埃斯科河自南向北流经市境西部，在瓦朗谢讷境内的平均宽度在40米左右。该河不属于法国五大水系中的任何一个。历史上曾沿该河开凿有人工运河，现仍有使用。

### 气候
瓦朗谢讷在柯本气候分类法中属于温带海洋性气候。
瓦朗谢讷境内设有气象站，以下为该气象站的数据（日照数据取自莱坎）：
| 瓦朗谢讷1981年－2019年 | 瓦朗谢讷1981年－2019年 | 瓦朗谢讷1981年－2019年 | 瓦朗谢讷1981年－2019年 | 瓦朗谢讷1981年－2019年 | 瓦朗谢讷1981年－2019年 | 瓦朗谢讷1981年－2019年 | 瓦朗谢讷1981年－2019年 | 瓦朗谢讷1981年－2019年 | 瓦朗谢讷1981年－2019年 | 瓦朗谢讷1981年－2019年 | 瓦朗谢讷1981年－2019年 | 瓦朗谢讷1981年－2019年 | 瓦朗谢讷1981年－2019年 |
| 月份                   | 1月                    | 2月                    | 3月                    | 4月                    | 5月                    | 6月                    | 7月                    | 8月                    | 9月                    | 10月                   | 11月                   | 12月                   | 全年                   |
| ---------------------- | ---------------------- | ---------------------- | ---------------------- | ---------------------- | ---------------------- | ---------------------- | ---------------------- | ---------------------- | ---------------------- | ---------------------- | ---------------------- | ---------------------- | ---------------------- |
| 历史最高温 °C（°F）    | 15.3 (59.5)            | 18.3 (64.9)            | 21.8 (71.2)            | 28 (82)                | 31.2 (88.2)            | 35 (95)                | 36.5 (97.7)            | 37.2 (99.0)            | 32.8 (91.0)            | 28.6 (83.5)            | 21.8 (71.2)            | 16 (61)                | 37.2 (99.0)            |
| 平均高温 °C（°F）      | 6.4 (43.5)             | 7.6 (45.7)             | 11.2 (52.2)            | 14.6 (58.3)            | 18.8 (65.8)            | 21.4 (70.5)            | 23.7 (74.7)            | 23.9 (75.0)            | 20 (68)                | 15.4 (59.7)            | 9.8 (49.6)             | 6.3 (43.3)             | 14.9 (58.8)            |
| 日均气温 °C（°F）      | 3.9 (39.0)             | 4.6 (40.3)             | 7.3 (45.1)             | 9.8 (49.6)             | 13.6 (56.5)            | 16.2 (61.2)            | 18.5 (65.3)            | 18.5 (65.3)            | 15.4 (59.7)            | 11.7 (53.1)            | 7 (45)                 | 4 (39)                 | 10.9 (51.6)            |
| 平均低温 °C（°F）      | 1.4 (34.5)             | 1.6 (34.9)             | 3.5 (38.3)             | 5 (41)                 | 8.5 (47.3)             | 11 (52)                | 13.4 (56.1)            | 13.2 (55.8)            | 10.8 (51.4)            | 7.9 (46.2)             | 4.1 (39.4)             | 1.6 (34.9)             | 6.8 (44.2)             |
| 历史最低温 °C（°F）    | −14.9 (5.2)            | −13.3 (8.1)            | −11.9 (10.6)           | −4.9 (23.2)            | −0.9 (30.4)            | 1.1 (34.0)             | 5 (41)                 | 5.6 (42.1)             | −0.4 (31.3)            | −6.2 (20.8)            | −10.1 (13.8)           | −11.6 (11.1)           | −14.9 (5.2)            |
| 平均降水量 mm（）      | 52.5 (2.07)            | 49.8 (1.96)            | 54.5 (2.15)            | 46.3 (1.82)            | 56.3 (2.22)            | 61 (2.4)               | 73.4 (2.89)            | 68.4 (2.69)            | 53.3 (2.10)            | 62.6 (2.46)            | 66.1 (2.60)            | 63.8 (2.51)            | 708 (27.9)             |
| 月均日照時數           | 65.5                   | 70.7                   | 121.1                  | 172.2                  | 193.9                  | 206                    | 211.3                  | 199.5                  | 151.9                  | 114.4                  | 61.4                   | 49.6                   | 1,617.5                |
| 来源：climat-data      |                        |                        |                        |                        |                        |                        |                        |                        |                        |                        |                        |                        |                        |

## 行政区划

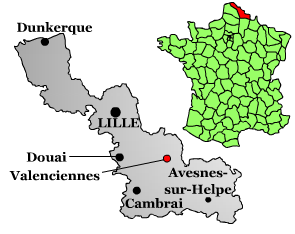
瓦朗谢讷在法国的位置

瓦朗谢讷是法国上法兰西大区北部省的一个市镇，编号为59606，它也是北部省的一个副省会。瓦朗谢讷下辖瓦朗谢讷区，管理瓦朗谢讷县，同时也是瓦朗谢讷都会城市圈公共社区的办公驻地。
瓦朗谢讷市镇被划为9个街区，并实行街区自治制度。
法国国家统计与经济研究所（简称）在进行数据统计时，将瓦朗谢讷及相邻的另外55个市镇设为瓦朗谢讷城市核心区，并将包括核心区在内的周边共90个市镇划为瓦朗谢讷城市区。
同时，还将瓦朗谢讷市镇分为了19个“块区”（IRIS），以便于统计人口分布情况。

## 交通

### 公路
瓦朗谢讷位于连接法国和比利时之间的通道上。法国国家A2号、A3号、A21号和A23号高速公路在瓦朗谢讷附近交汇，此外还有近十条省道过境。
| 瓦朗谢讷和周边主要城市之间的公路里程（km） |      |          |      |      |      |
| 城市                                       | 里程 | 城市     | 里程 | 城市 | 里程 |
| 巴黎                                       | 211  | 里昂     | 661  | 马赛 | 970  |
| 里尔                                       | 50   | 布鲁塞尔 | 114  | 杜埃 | 42   |
| 圣康坦                                     | 69   | 莫伯日   | 38   | 朗斯 | 60   |

2015年，59.6%的瓦朗谢讷家庭拥有至少一辆的私人汽车。
2016年，瓦朗谢讷境内共发生各类交通事故21起，造成22人受伤。

### 铁路

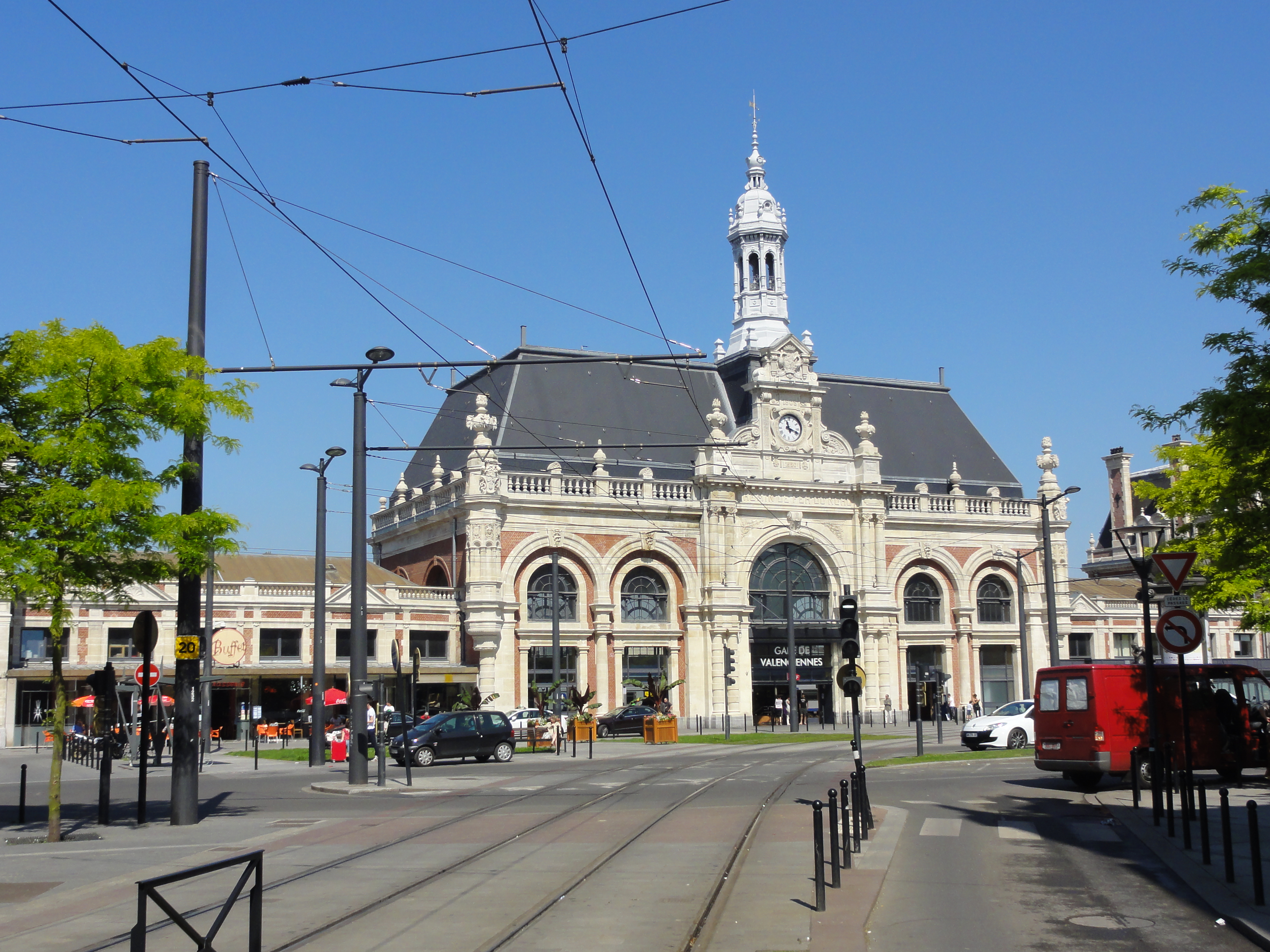
瓦朗谢讷火车站

瓦朗谢讷是法国北部的一个区域性铁路枢纽，有四个不同方向的铁路在此交汇。瓦朗谢讷每天大约有4班TGV列车直达巴黎，平均耗时为1小时45分钟。

### 航空
瓦朗谢讷暂无民用航空机场。距离瓦朗谢讷最近的是里尔机场，约46公里。此外瓦朗谢讷距离沙勒罗瓦机场大约87公里，距离巴黎戴高乐机场约182公里。

### 城市公共交通

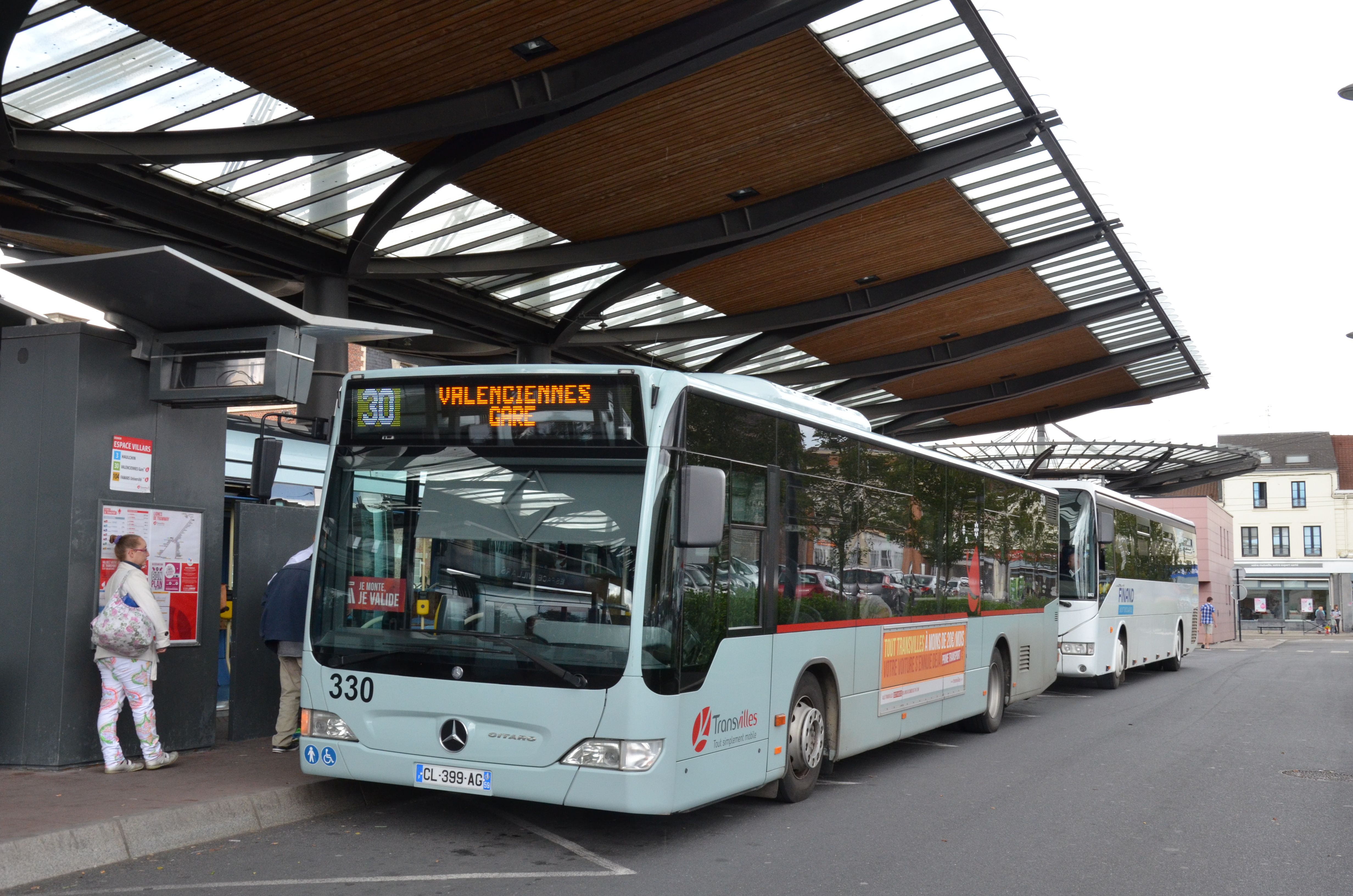
瓦朗谢讷公交30路

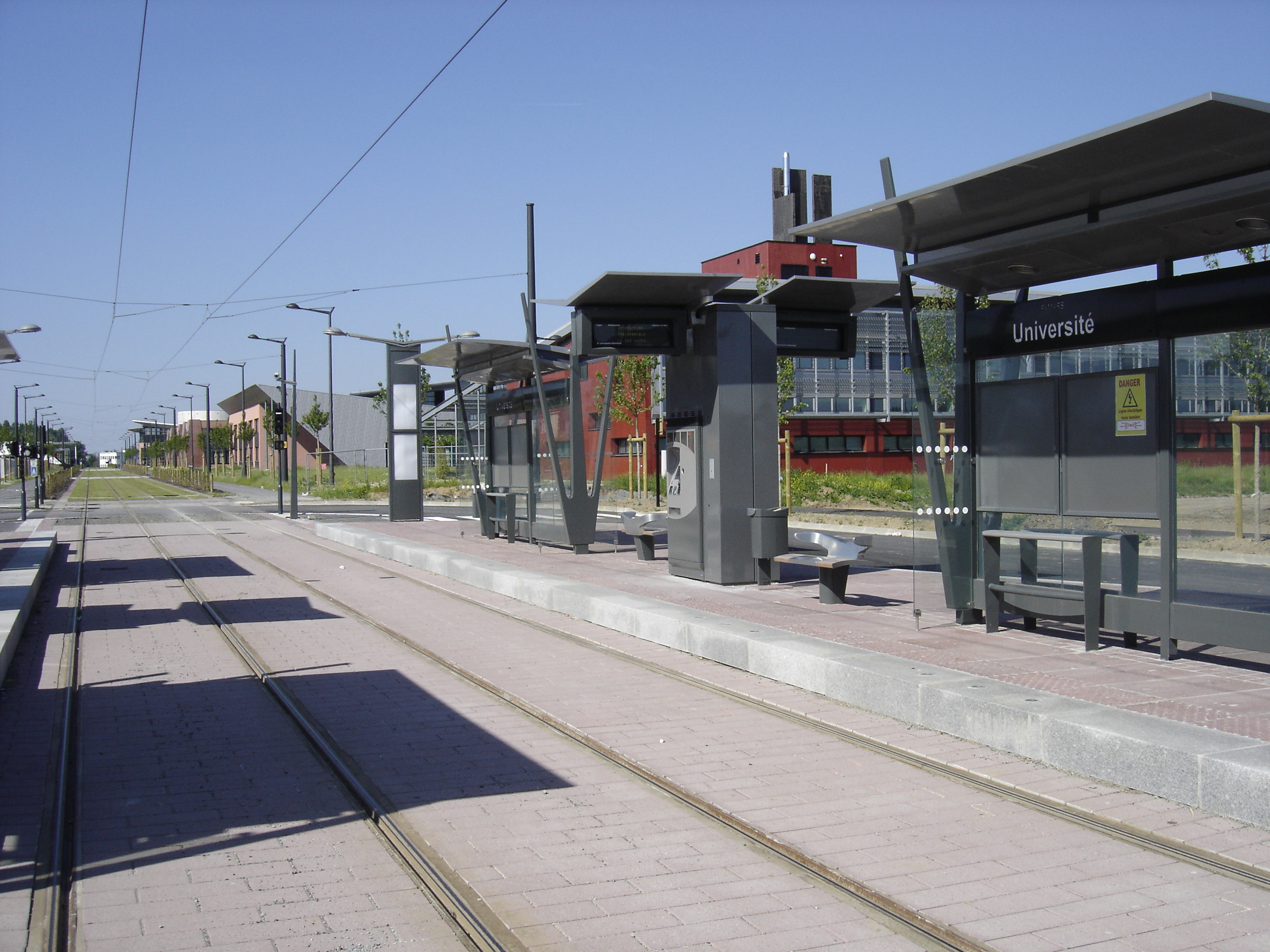
有轨电车大学站

#### 公共汽车
瓦朗谢讷城市公共交通网覆盖了包括瓦朗谢讷在内的81个市镇，其商业名称为""。截止2018年1月，该路网共有2条有轨电车线路、12条市区公交线路、30余条郊区线路及补充线路，以及3条摆渡车线路。

#### 有轨电车
1881年至1966年间，瓦朗谢讷曾有过传统有轨电车，后因设施老化而停运。1990年起，新的瓦朗谢讷有轨电车建设方案被提出，截至2020年3月，瓦朗谢讷已有两条有轨电车线路：
- 1号线：于2006年7月3日开始运行，线路总长9.5千米，连接瓦朗谢讷和德南，建造费用为2.43亿欧元。
- 2号线：于2014年2月23日开始运行，连接瓦朗谢讷市区和旧孔代。

其中2号线原计划向东北延伸至比利时境内，但因财政原因搁浅。

## 政治

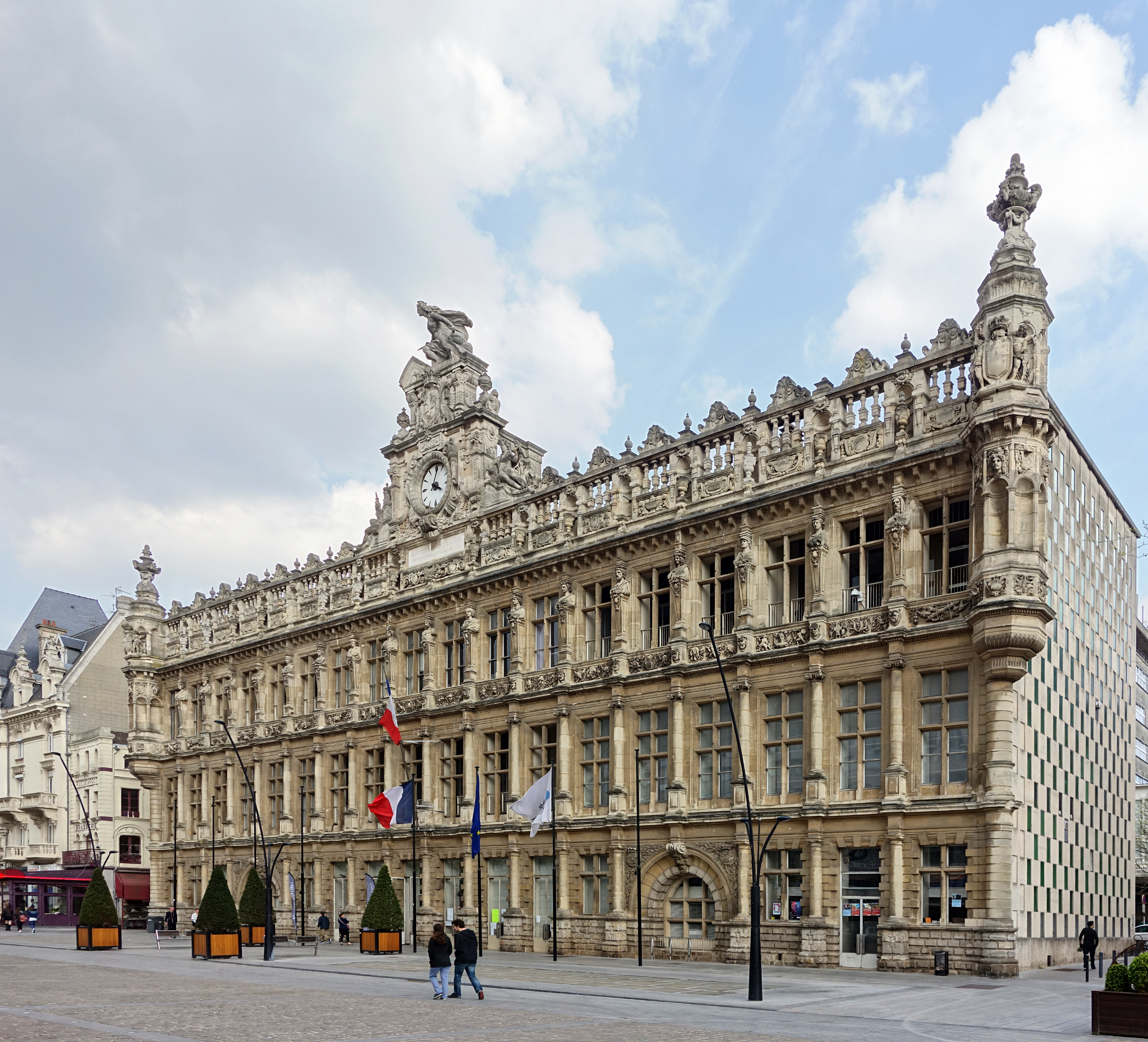
瓦朗谢讷市政厅

瓦朗谢讷的现任市长为洛朗·德加莱先生，他在2014年的市政选举中获得了50.32%的支持率，在2020年的市政选举中则获得51.02%的支持率。
在2017年的法国总统大选中，法国第25任总统埃马纽埃尔·马克龙在瓦朗谢讷获得了62.93%的支持率。
| 瓦朗谢讷历届市长 |                 |                                            |
| 任期             | 市长            | 党派                                       |
| 1945年－1947年   | 艾梅·拉布罗     | PCF法国共产党                              |
| 1947年－1988年   | 皮埃尔·卡鲁     | RPR保衛共和聯盟                            |
| 1988年－1989年   | 奥利维耶·马利埃 | RPR保衛共和聯盟                            |
| 1989年－2002年   | 让-路易·博洛    | UDF法国民主联盟 →UMP人民运动联盟           |
| 2002年－2012年   | 多米尼克·里凯   | UDI民主人士和独立人士联盟                  |
| 2012年－         | 洛朗·德加莱     | UMP人民运动联盟 →UDI民主人士和独立人士联盟 |

## 人口
2017年，瓦朗谢讷市镇人口数量为43,336，在法国排名第164位。其中男性21,017人，女性22,663人，75岁及以上人口占7.1%，外籍人口数量为2,954人，人口密度为3,136人/平方公里，当地居民被称为（男性）或（女性）。2018年，瓦朗谢讷境内出生518人，死亡人口460人。
| 年份   | 1936   | 1946   | 1954   | 1962   | 1968   | 1975   | 1982   | 1990   | 1999   | 2006   | 2011   | 2016   | 2017   |
| ------ | ------ | ------ | ------ | ------ | ------ | ------ | ------ | ------ | ------ | ------ | ------ | ------ | ------ |
| 人口數 | 42,564 | 38,684 | 43,434 | 45,379 | 46,626 | 42,473 | 40,275 | 38,441 | 41,278 | 42,426 | 43,471 | 43,680 | 43,336 |

## 经济

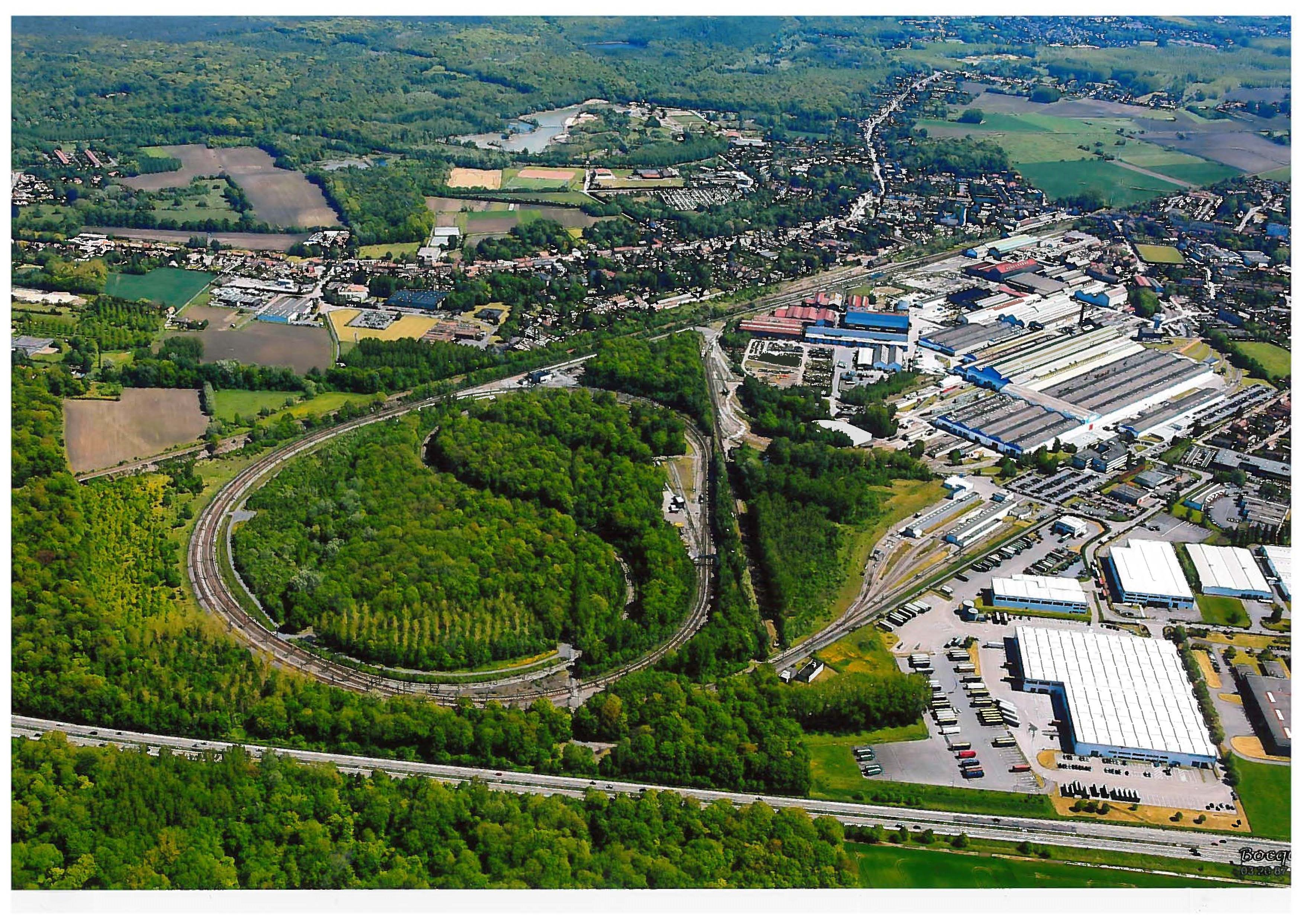
瓦朗谢讷附近的一处工厂

瓦朗谢讷是法国北部重要的工商业城市之一，当地的经济发展事物由其所在的城市圈公共社区负责。

### 第一产业
在历史上瓦朗謝訥以其花边织造业著称。由于瓦朗谢讷及周边平均气温偏低，因此传统的农业在这一地区的经济总量当中仅占有很小的比例。

### 第二产业
从工业革命一直到1970年代，瓦朗谢讷的主要工业是炼钢和纺织业。这两个行业开始萧条后当地主要集中于改为汽车制造业。2001年丰田汽车公司在这里开设了它在欧洲生产的生产线。阿尔斯通也在瓦朗谢讷附近设有大型工厂。

### 第三产业
第三产业所提供的岗位数量约占瓦朗谢讷所有岗位数量的70%。
2003年12月，欧洲同盟决定将其铁路安全机构设立在瓦朗謝訥，此举为瓦朗谢讷提供了近500个就业岗位。

## 财政
2018年，瓦朗谢讷的财政收入总额为76,081,800欧元，财政支出总额为67,804,100欧元，当年的债务总额为50,261,500欧元。
2014年，瓦朗谢讷的人均月收入总额为2,557欧元，其中高职人员为4,227欧元，普通职员为1,851欧元。
2016年，瓦朗谢讷境内的青壮年（15至64岁）失业率为21.9%，当地37%的家庭拥有纳税资格。

## 社会事务

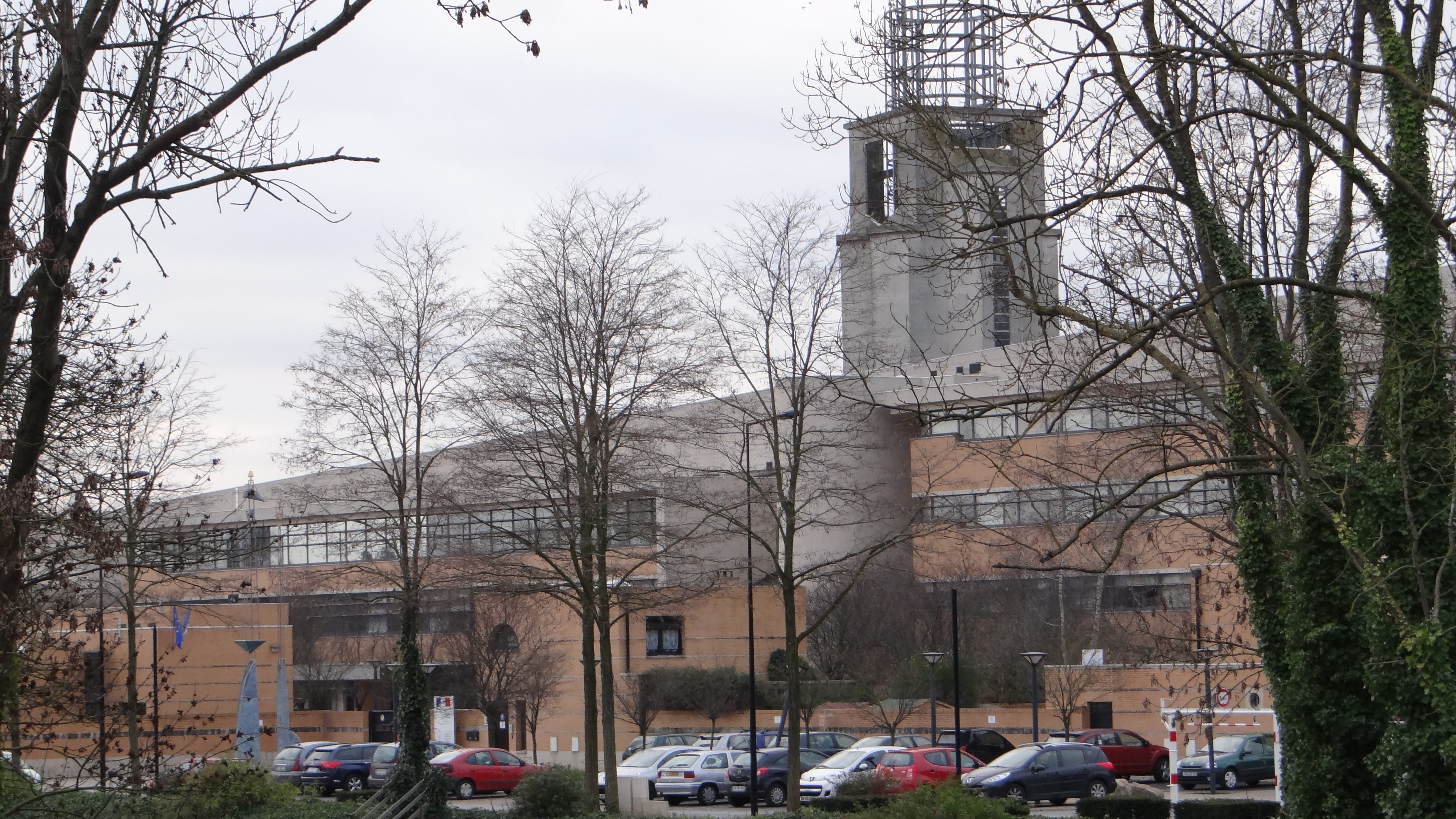
瓦朗谢讷国立技术装备学校

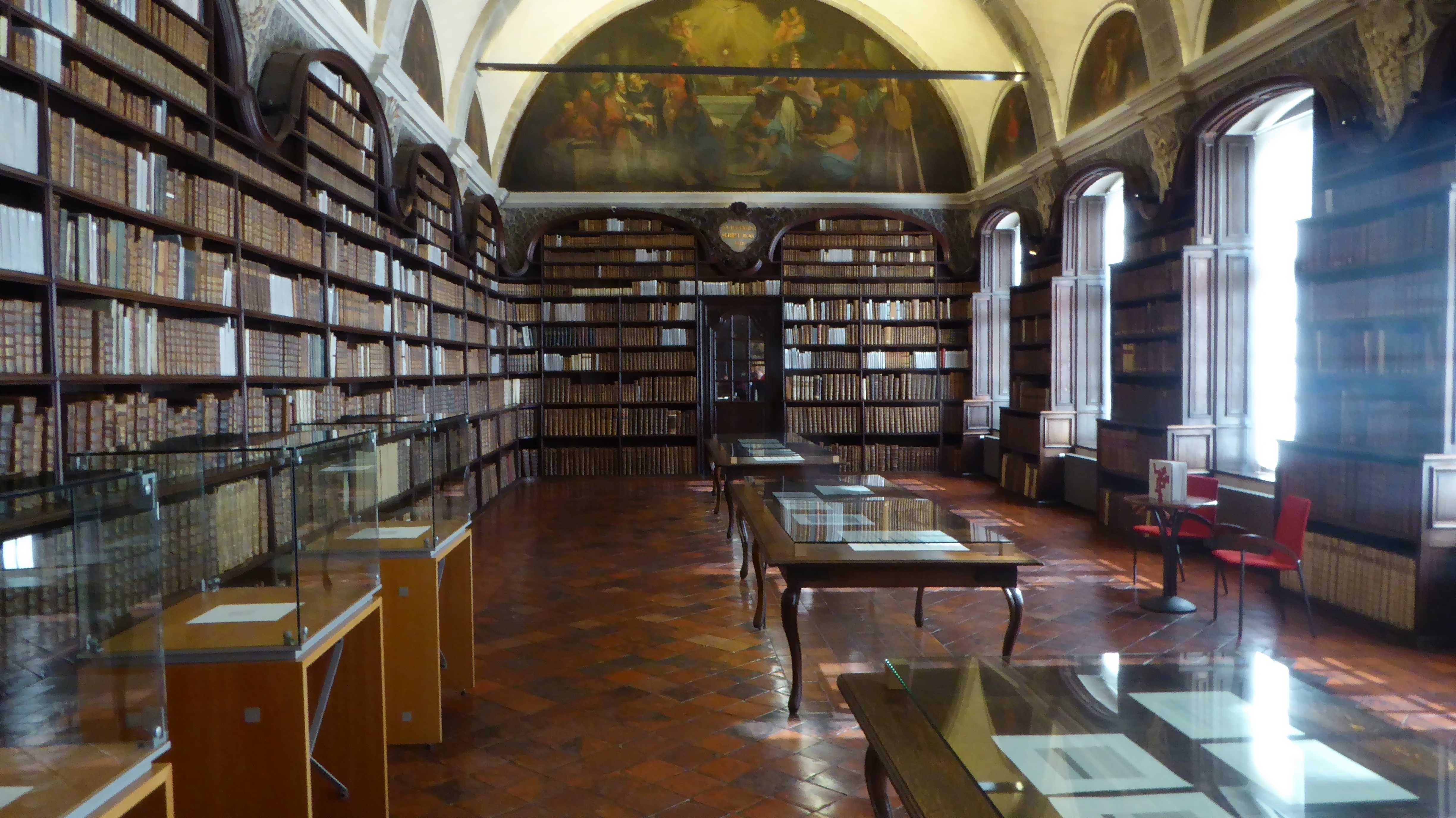
瓦朗谢讷市立图书馆

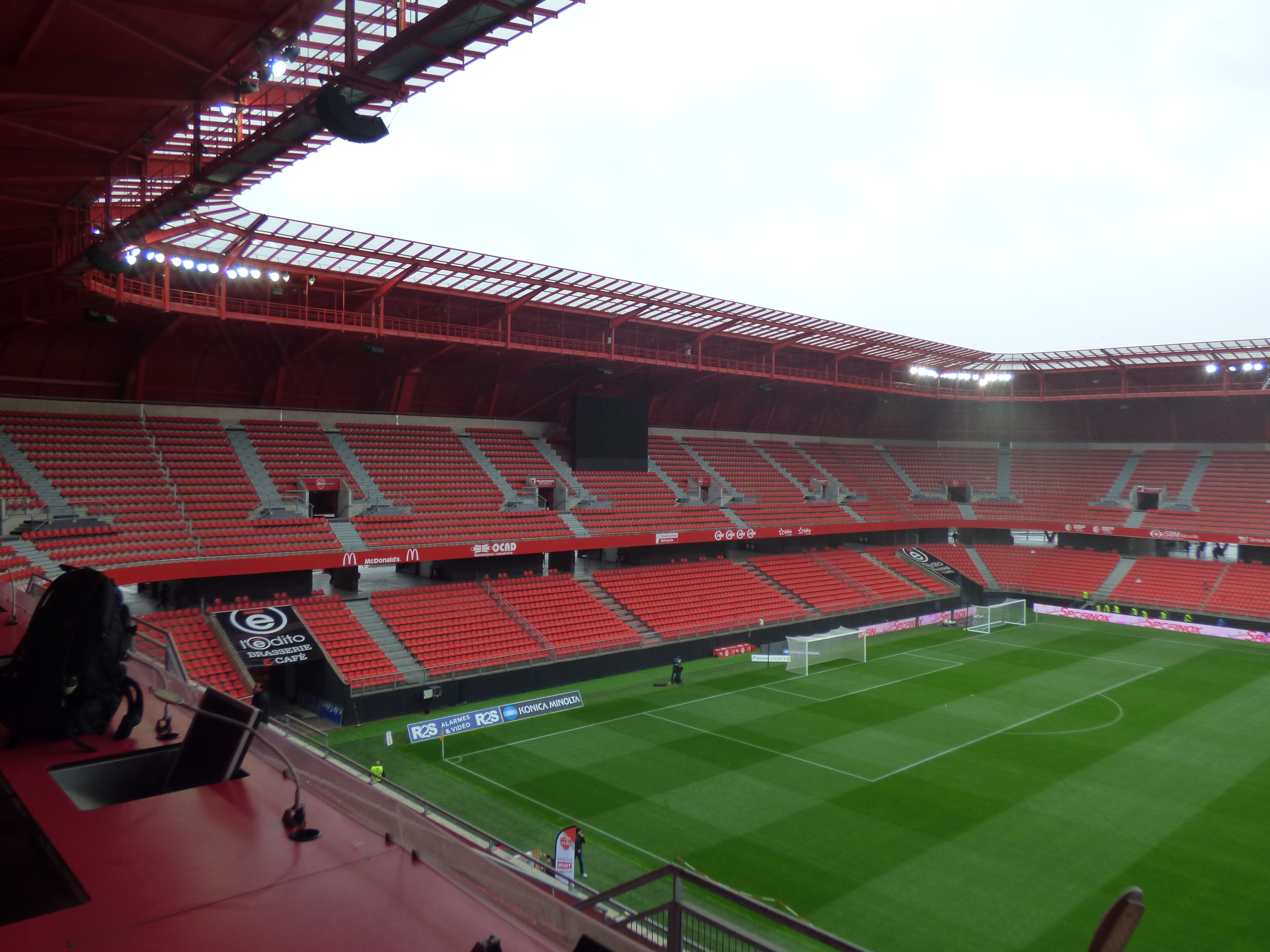
埃诺球场

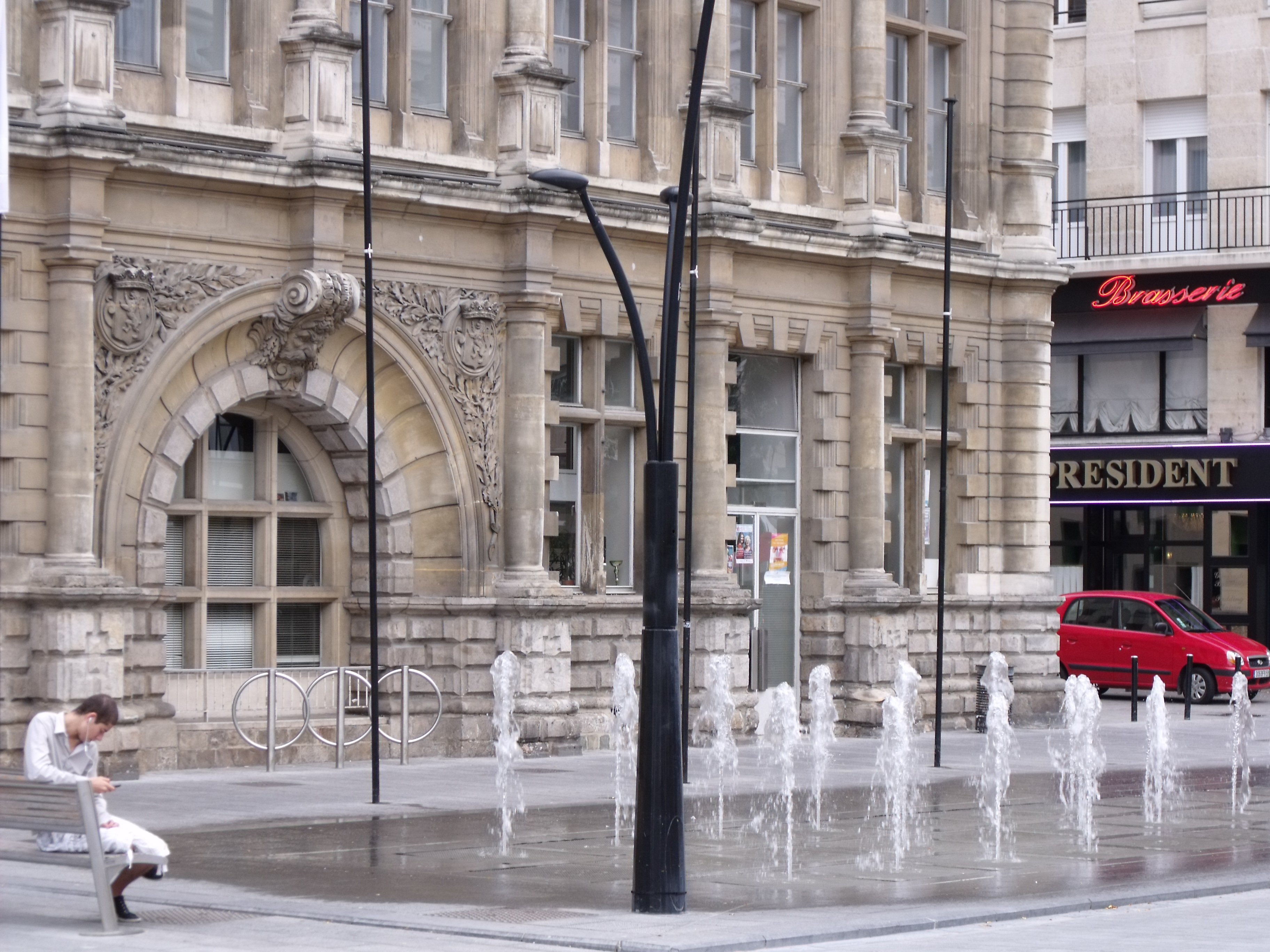
瓦朗谢讷市政厅前的喷泉

### 教育
瓦朗谢讷属于里尔学区。截止2018年1月1日，瓦朗谢讷境内共有10所幼儿园、17所小学、6所初级中学、7所普通高中和1所职业高中，其中部分高中开设大学校预科班。 2018至2019学年度，瓦朗谢讷境内共有学生10124名。
在高等教育方面，瓦朗谢讷境内拥有五所高等教育机构：
- 瓦朗谢讷大学，法国综合性公立大学，成立于1968年，现有学生数量大约1万人。
- 国立高等信息、自动化、机械、能源与电气工程师学校（法语：École nationale supérieure d'ingénieurs en informatique, automatique, mécanique, énergétique et électronique），法国工程师学校。
- 国立装备技术学校（法语：École nationale des techniciens de l'équipement）（瓦朗谢讷校区）。
- 高等设计学院（法语：Institut supérieur de design），私立高等院校。
- 高等信息工程学校（法语：SUPINFO），私立高等院校。

### 医疗
截止2017年1月1日，瓦朗谢讷境内共有全科医生52名、保健师58名、牙医44名、护士58名、眼科医生14名、皮肤科医生5名、助产士8名、儿科医生3名和妇科医生12名。境内共有药房19家，养老院11家，残疾人帮扶中心6家。
瓦朗谢讷中心医院（Centre Hospitalier deValenciennes）位于瓦朗谢讷市区，是当地规模最大的公立综合性医院。

### 住房
2015年，瓦朗谢讷境内共有各类住房25,285套，其中87.1%为常住房屋。

### 商业
2017年，瓦朗谢讷境内共有各类商铺2,935家，其中餐饮服务类1,291家。

### 体育
2017年，瓦朗谢讷境内共有10间健身房、2座综合体育场、9处网球场、8处足球或橄榄球场以及6处篮球或排球场。
瓦朗谢讷足球俱乐部成立于1913年，是当地的一支职业足球俱乐部，2020至2021赛季参加法国足球乙级联赛。其主场埃诺球场可同时容纳超过2.5万名观众。

### 环境
瓦朗谢讷的环境事务由其所属的公共社区负责。2017年，瓦朗谢讷境内共有11家污染企业。

### 治安
2014年，瓦朗谢讷及附近地区共发生各类案件15,825起，其中盗窃类案件9,403起，经济类案件1,045起，毒品交易类案件901起。

## 文化

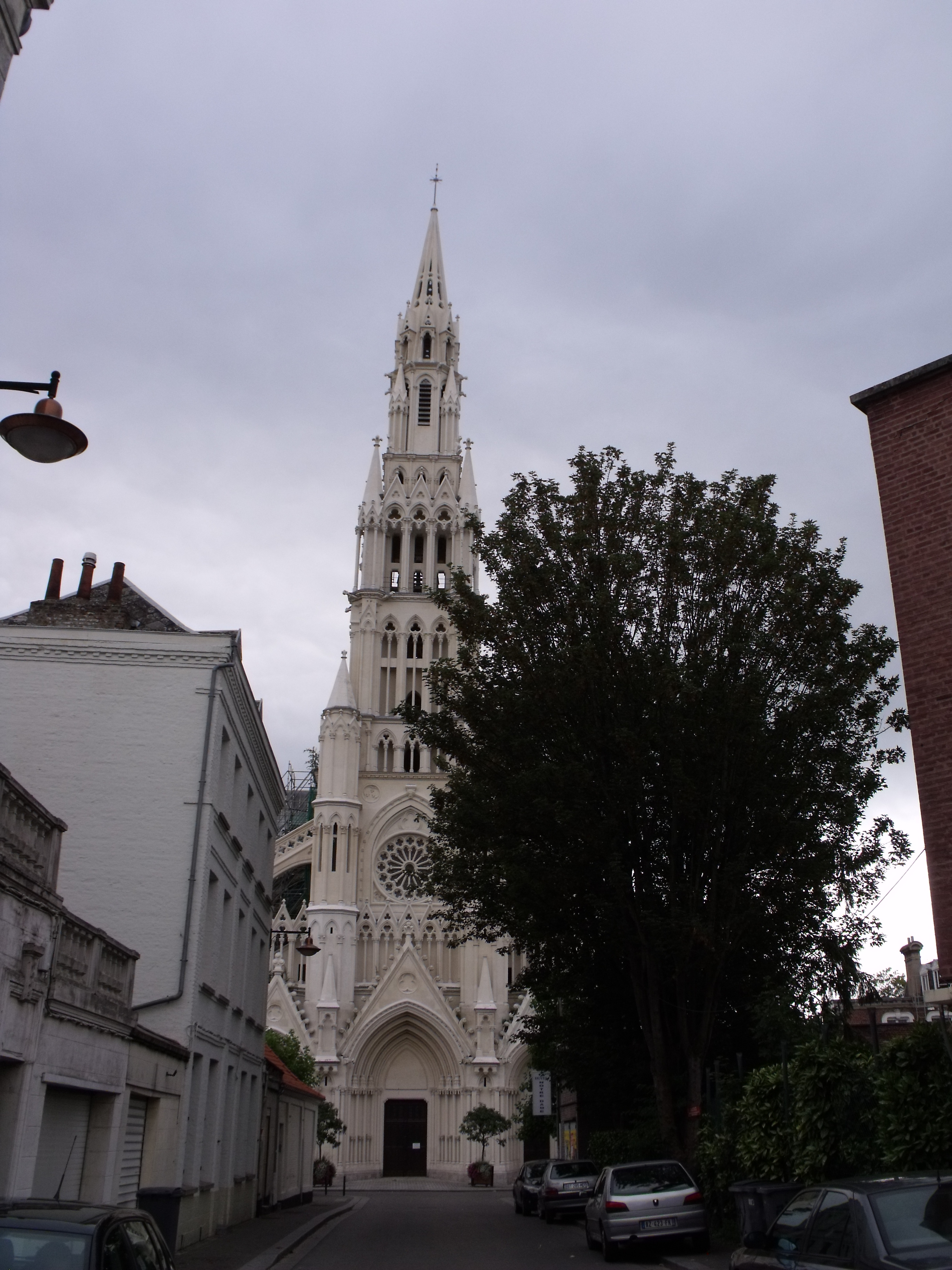
圣科尔东圣母教堂

2017年，瓦朗谢讷境内共有2个剧场、1个电影院、1个博物馆和1个音乐厅。

### 旅游
2018年，瓦朗谢讷境内共有10个宾馆共计460间房间。

### 历史遗迹
在第二次世界大战中，瓦朗謝訥几乎完全被毁，战后重建的瓦朗謝訥全部是水泥结构。少数留存下来的建筑有：
- 市政府
- 圣科尔东圣母大教堂
- 西班牙大厦（La Maison Espagnole）
- 中世纪城墙的部分

### 媒体
法国主要的媒体均可在瓦朗谢讷接收，法国电视三台下属的上法兰西大区频道在部分时段播出瓦朗谢讷所属区域的地方新闻。

## 相关人物

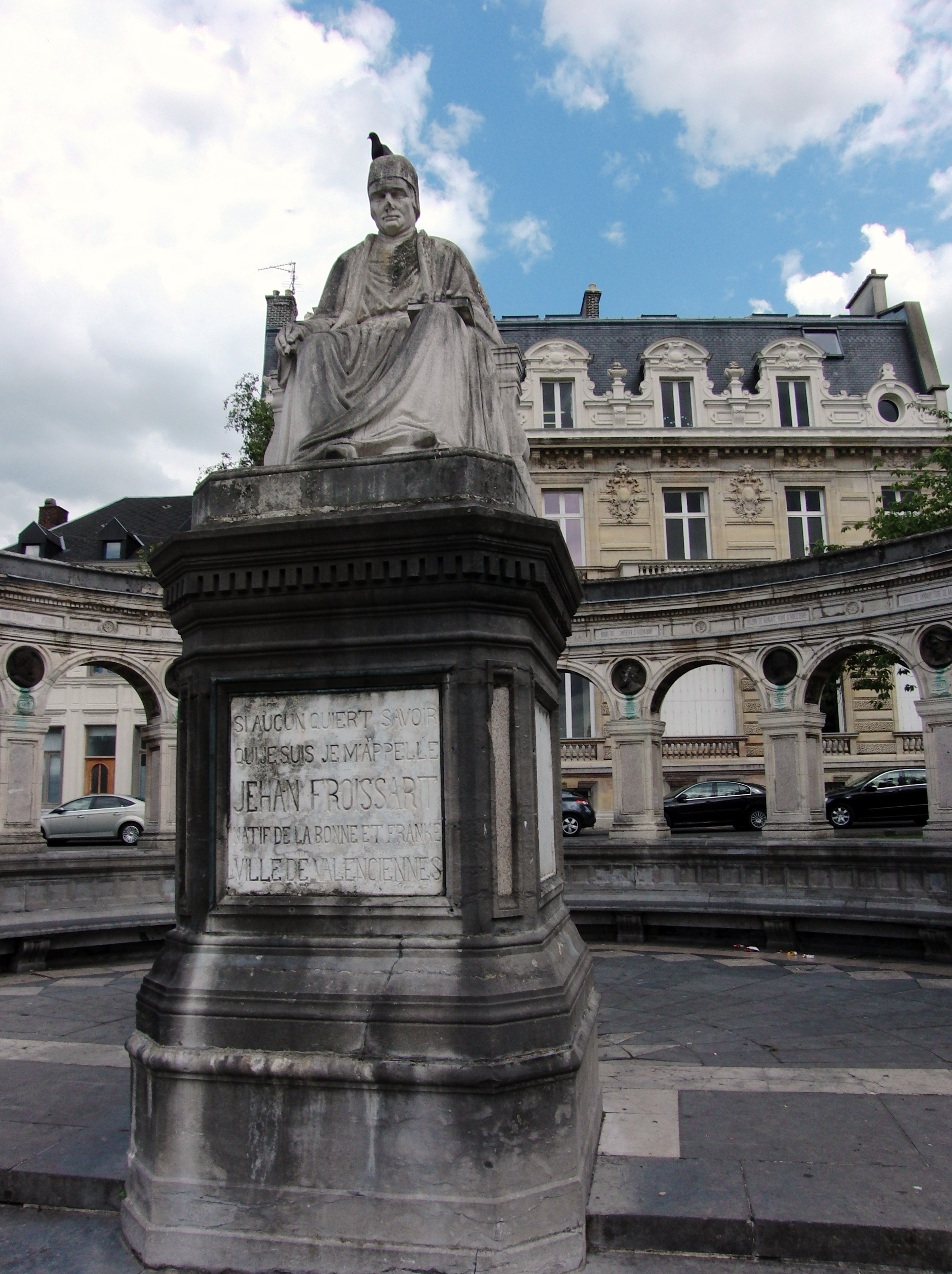
让·弗鲁瓦萨尔雕像

英国王后埃诺的菲莉帕（1310年－1369年）、法国史学家让·弗鲁瓦萨尔（1337年－1405年）、法国画家让-安托万·华托（1684年－1721年）、法国雕塑家让-巴蒂斯特·卡尔波（1827年－1875年）和法国足球运动员热雷米·雅诺（1977年－）出生于瓦朗谢讷。

## 友好城市
截至2020年3月，瓦朗谢讷共与以下11座城市互为友好城市关系：

| - 義大利 阿格里真托 - 德国 迪伦 - 波蘭 格利维采 - 英格兰 梅德韋 - 英格兰 查塔姆 - 俄羅斯 莫斯科 | - 瑞典 纳卡 - 匈牙利 古布達 - 匈牙利 米什科尔茨 - 中国 宜昌市 - 法國 布里尤德 |